# Gran Premio Bruno Beghelli 2010
Il Gran Premio Bruno Beghelli 2010, quindicesima edizione della corsa, si svolse il 10 ottobre 2010, per un percorso totale di 191,5 km. Venne vinto dall'italiano Dario Cataldo che terminò la gara in 4h07'42", alla media di 46,387 km/h.

## Ordine d'arrivo (Top 10)
| Pos. | Corridore           | Squadra      | Tempo    |
| ---- | ------------------- | ------------ | -------- |
| 1    | Dario Cataldo       | QuickStep    | 4h07'42" |
| 2    | Jakob Fuglsang      | Saxo Bank    | s.t.     |
| 3    | Daniele Pietropolli | Lampre       | s.t.     |
| 4    | Paul Martens        | Rabobank     | s.t.     |
| 5    | Marco Frapporti     | Colnago      | s.t.     |
| 6    | Alessandro Proni    | Acqua & Sap. | s.t.     |
| 7    | Ludovic Turpin      | AG2R La Mon. | s.t.     |
| 8    | Luca Mazzanti       | Katusha      | s.t.     |
| 9    | Patrik Sinkewitz    | ISD-Neri     | s.t.     |
| 10   | Jérôme Coppel       | Saur-Sojasun | s.t.     |